# Deutschland Cup 2012
23. edycja Deutschland Cup została rozegrana w dniach 9–11 listopada 2012. Zgodnie z tradycją, w turnieju wzięły udział cztery zespoły. Mecze rozgrywane były w monachijskiej hali Olympia Eishalle. Organizatorem turnieju była niemiecka federacja hokejowa, Deutscher Eishockey-Bund (DEB).
Zwycięzcą turnieju została reprezentacja Niemiec, odzyskując po roku przerwy tytuł mistrza rozgrywek. Jest to piąte zwycięstwo drużyny gospodarzy w historii rozgrywek. Miejsca na podium uzupełniły Szwajcaria oraz Słowacji. Czwarte miejsce zajęła Kanada. Królem strzelców turnieju został zawodnik gospodarzy – Michael Wolf.

## Terminarz
| 9 listopada 2012 | Szwajcaria | 3:2 | Słowacja | Olympia Eishalle, Monachium |

| Szczegóły      | Szczegóły                                                          | Szczegóły       | Szczegóły                                   | Szczegóły                                |
| -------------- | ------------------------------------------------------------------ | --------------- | ------------------------------------------- | ---------------------------------------- |
| Godzina: 16:00 | K. Romy (EQ) 00:16 S. Bodenmann (EQ) 34:22 S. Bodenmann (PP) 38:12 | (1:0, 2:1, 0:1) | 37:41 (5/5) M. Hossa 55:42 (5/4) B. Valabik | Widzów: 2852 Sędzia główny: Stefan Bauer |
| Godzina: 16:00 | 40 min.                                                            |                 | 16 min.                                     | Widzów: 2852 Sędzia główny: Stefan Bauer |

| 9 listopada 2012 | Niemcy | 3:2 | Kanada | Olympia Eishalle, Monachium |

| Szczegóły      | Szczegóły                                                  | Szczegóły       | Szczegóły                               | Szczegóły                                   |
| -------------- | ---------------------------------------------------------- | --------------- | --------------------------------------- | ------------------------------------------- |
| Godzina: 19:45 | M. Kink (EQ) 31:41 F. Hördler (EQ) 41:03 N. Goc (EQ) 54:01 | (0:0, 1:0, 2:2) | 42:30 (EQ) M. Katic 58:25 (PP) N. Dawes | Widzów: 5400 Sędzia główny: Lars Brüggemann |
| Godzina: 19:45 | 6 min.                                                     |                 | 8 min.                                  | Widzów: 5400 Sędzia główny: Lars Brüggemann |

| 10 listopada 2012 | Niemcy | 2:0 | Szwajcaria | Olympia Eishalle, Monachium |

| Szczegóły      | Szczegóły                                   | Szczegóły     | Szczegóły | Szczegóły                               |
| -------------- | ------------------------------------------- | ------------- | --------- | --------------------------------------- |
| Godzina: 16:15 | C. Ullmann (PP) 04:40 P. Gogulla (GP) 59:53 | (1:0 0:0 1:0) |           | Widzów: 5500 Sędzia główny: Peter Gebei |
| Godzina: 16:15 | 10 min.                                     |               | 8 min.    | Widzów: 5500 Sędzia główny: Peter Gebei |

| 10 listopada 2012 | Kanada | 2:5 | Słowacja | Olympia Eishalle, Monachium |

| Szczegóły      | Szczegóły                                 | Szczegóły       | Szczegóły                                                                                                 | Szczegóły                                   |
| -------------- | ----------------------------------------- | --------------- | --- | ------------------------------------------- |
| Godzina: 19:45 | N. Dawes (EQ) 18:38 K. Stewart (EQ) 51:34 | (1:0, 0:3, 1:2) | 25:51 (EQ) L. Hudáček 30:17 (EQ) M. Hossa 38:31 (PP) P. Ölvecký 57:41 (SH) I. Baranka 59:05 (GP) J. Mikúš | Widzów: 4800 Sędzia główny: Lars Brüggemann |
| Godzina: 19:45 | 12 min.                                   |                 | 16 min.                                                                                                   | Widzów: 4800 Sędzia główny: Lars Brüggemann |

| 11 listopada 2012 | Szwajcaria | 6:1 | Kanada | Olympia Eishalle, Monachium |

| Szczegóły      | Szczegóły | Szczegóły     | Szczegóły            | Szczegóły                                |
| -------------- | --- | ------------- | -------------------- | ---------------------------------------- |
| Godzina: 13:00 | R. Gardner (PP) 15:32 T. Ramholt (PP) 31:50 R. Wick (EQ) 41:25 T. Ramholt (PP) 53:35 K. Romy (EQ) 55:03 R. Wick (EQ) 57:21 | (1:1 1:0 4:0) | 07:10 (EQ) J. Fraser | Widzów: 4700 Sędzia główny: Stefan Bauer |
| Godzina: 13:00 | 16 min. |               | 14 min.              | Widzów: 4700 Sędzia główny: Stefan Bauer |

| 11 listopada 2012 | Słowacja | 0:2 | Niemcy | Olympia Eishalle, Monachium |

| Szczegóły      | Szczegóły | Szczegóły       | Szczegóły                                    | Szczegóły                                 |
| -------------- | --------- | --------------- | -------------------------------------------- | ----------------------------------------- |
| Godzina: 16:45 |           | (0:0, 0:0, 0:2) | 49:36 (EQ) A. Barta 50:27 (EQ) G. Festerling | Widzów: 5600 Sędzia główny: Bastian Haupt |
| Godzina: 16:45 | 10 min.   |                 | 10 min.                                      | Widzów: 5600 Sędzia główny: Bastian Haupt |

## Tabela
| Poz. | Zespół     | M | Pkt | Z | WpD | PpD | P | G+ | G- | +/- |
| ---- | ---------- | - | --- | - | --- | --- | - | -- | -- | --- |
| 1    | Niemcy     | 3 | 9   | 3 | 0   | 0   | 0 | 7  | 2  | +5  |
| 2    | Szwajcaria | 3 | 6   | 2 | 0   | 0   | 1 | 9  | 5  | +4  |
| 3    | Słowacja   | 3 | 3   | 1 | 0   | 0   | 2 | 7  | 7  | 0   |
| 4    | Kanada     | 3 | 0   | 0 | 0   | 0   | 3 | 5  | 14 | -9  |